# Yvonne Knibiehler
Yvonne Knibiehler, née Azaïs le 5 octobre 1922 à Montpellier et morte le 25 février 2025 à Aix-en-Provence, est une universitaire, essayiste, historienne et féministe française, spécialiste de l'histoire des femmes et de la maternité.

## Biographie
Yvonne Knibiehler fait ses études supérieures à Montpellier de 1940 à 1944. Elle obtient l'agrégation d'histoire et géographie en 1945, puis enseigne au lycée de jeunes filles de Nîmes (futur collège Feuchères). En 1948, elle obtient une bourse de recherches à la bibliothèque vaticane, pour une thèse sur Bernard de Clairvaux.
En 1949, elle épouse Jean Knibiehler. Elle abandonne la recherche, enseigne dans le secondaire et élève trois enfants,. Elle vit au Maroc de 1949 à 1954 et enseigne au lycée de garçons à Oujda. Puis elle enseigne à Enghien, puis au lycée de filles Théodore-Aubanel à Avignon jusqu'en 1964.
En 1962, elle entreprend une thèse d'état à l'université d'Aix-en-Provence. Elle soutient sa thèse de doctorat d'État en novembre 1970 sur François-Auguste Mignet. Elle est assistante puis maîtresse de conférences en 1970. Elle est professeure en 1972 à l'université d'Aix-Marseille. Elle prend sa retraite de l'enseignement en 1984, après s'être spécialisée sur l'histoire des femmes, de la famille et de la santé,.
En 1971, elle crée avec Christiane Souriau, les premiers enseignements sur les femmes. Elle fonde le CEFUP (Centre d'études féminines de l'université de Provence), qui organise un premier colloque en 1975 intitulé Les femmes et les sciences humaines.
En 1989, elle fait partie des fondatrices de l'Association des femmes et la ville, qui soutient les femmes dans leurs activités professionnelles, maternelles et politiques.
En 2009, elle fonde l'association Demeter-Core à Aix-en-Provence, qui rassemble des chercheuses et chercheurs universitaires, des responsables d'association et de terrain pour constituer un pôle permanent de recherche, de réflexion et d'action sur le thème : Maternité, femmes et genre dans l'aire méditerranéenne.
« Souvent à contre-courant de la pensée dominante, elle a montré en plein combat féministe que la maternité demeurait un enjeu central de l'identité féminine. Aujourd'hui, alors que de plus en plus de femmes sont incitées à rentrer dans leur foyer, elle dénonce la fatigue des mères ».
Elle est l'autrice de Histoire des mères et de la maternité en Occident, ouvrage classé parmi « les 25 livres féministes qu'il faut avoir lus » par le quotidien suisse Le Temps.
Elle meurt, à Aix-en-Provence (Bouches-du-Rhône), le 25 février 2025, à l’âge de 102 ans,.

## Décorations
- Chevalière de l'ordre des Palmes académiques
- Chevalière de l'ordre national du Mérite
- Chevalière de la Légion d'honneur[réf. nécessaire]

## Œuvres
- Naissance des sciences humaines : Mignet et l’histoire philosophique au XIXe siècle, Paris, Flammarion, 1973.
- L'Histoire des mères du Moyen Âge à nos jours (avec Catherine Fouquet), édition illustrée Montalba, 1980 ; Hachette Pluriel, 1982.
- La femme et les médecins (avec Catherine Fouquet), Hachette littératures, 1983.
- Cornettes et blouses blanches. Les infirmières dans la société française 1880-1980 (avec Véronique Leroux-Hugon, Odile Dupont-Hesse, Yolande Tastayre), Hachette, 1984.
- La femme au temps des colonies (avec Régine Goutalier), Stock, 1985, (2e édition 1990).
- Les pères ont aussi une histoire, Hachette, 1987.
- Histoire des femmes (sous la direction de Georges Duby et Michelle Perrot), Plon, 1991, participation au tome IV.
- Des Français au Maroc : la présence et la mémoire, 1912-1956 (avec Geneviève Emmery et Françoise Leguay), Denoël, 1992.
- La Révolution maternelle depuis 1945 : femmes, maternité, citoyenneté, Perrin, 1997[10].
- Germaine Poinso-Chapuis. Femme d'État, Edisud, Aix-en-Provence, 1998.
- Direction de l'ouvrage collectif Repenser la maternité, Panoramiques no 40, 1999.
- Histoire des mères et de la maternité en Occident, PUF, 2000, coll. « Que sais-je ? », no 3539.
- Direction de l'ouvrage Maternité, affaire privée, affaire publique, Bayard, 2001.
- Histoire des mères et de la maternité en Occident, 2002
- La Sexualité et l'histoire, Paris, Odile Jacob, 2002, 267 p.[11],[12],[13]
- La Naissance en Occident (avec Paul Cesbron), Paris, Albin Michel, 2004.
- Direction de l'ouvrage Maternité et parentalité, (avec Gérard Neyrand), École nationale de la santé publique ENSP, 2004.
- Qui gardera les enfants ? Mémoires d'une féministe iconoclaste, Calmann-Levy, 2007, 318 p.[14],[15]
- Histoire des infirmières en France au XXe siècle, Hachette littérature, coll. « pluriel », 2008, 441 p.
- La virginité féminine, mythes, fantasmes, émancipation, Paris : Odile Jacob, 2012, 221 p.[16],[17]
- Accoucher. Femmes, sages-femmes et médecins depuis le milieu du XXe siècle. Presses de l'EHESP, 2e édition, 2016.
- Réformer les congés parentaux. Un choix décisif pour une société plus égalitaire, Paris, Éditions Hygée, 2019, 168p.

## Hommage
- Marcel Bernos et Michèle Bitton, Femmes Familles Filiations. Presses universitaires de Provence, 2004.